# Moghradictis
Moghradictis — вимерлий рід ссавців з надродини Aeluroidea, що жив у ранньому міоцені Північної Африки.
Дієта Moghradictis була від гіперм'ясоїдної до мезом'ясоїдної.